# Southern Islands
De Southern Islands zijn acht eilanden van  de stadstaat Singapore. Samen vormen zij bestuurlijk een wijk of Planning Area in de Central Region. De Southern Islands zijn de eilandjes die ten zuiden van het hoofdeiland Singapore liggen, direct ten zuiden van de Planning Area Bukit Merah.
De Southern Islands bestaan uit Kusu Island, Lazarus Island, Pulau Seringat, Pulau Tekukor, Saint John's Island, Sentosa, Big Sister's Island en Little Sister's Island en hebben gezamenlijk een totale oppervlakte van 5,58 km².
Het grootste van deze eilanden is Sentosa dat is uitgebouwd tot een toeristische attractie. Met een replica van de Merlion als herkenningspunt zijn er tientallen hotels gebouwd, naast Resorts World Sentosa waarbinnen Universal Studios Singapore, Adventure Cove Water Park en het S.E.A. Aquarium gelegen zijn.